# Musée de l'impressionnisme russe
Le musée de l'impressionnisme russe (en russe : Музей русского импрессионизма) est un musée privé à Moscou consacré à la peinture impressionniste russe.

## Histoire
Le fondateur du musée est Boris Mints (ru). Depuis 2001 ce dernier collectionne des tableaux et gravures de peintres et dessinateurs russes de la fin du XIXe siècle - début du XXe siècle. On trouve dans sa collection des œuvres de Valentin Serov, Constantin Korovine, Boris Koustodiev, Vassili Polenov, Iouri Pimenov, Alexandre Gerassimov.
C'est à son initiative qu'est créé à Moscou ce musée privé de l'impressionnisme. Pour installer celui-ci il fait construire un bâtiment à l'emplacement de son ancienne fabrique de confiserie, appelée Usine Bolchevik, sur base d'un projet du bureau d'architecture John McAslan + Partners. Il a coûté 16,5 millions de dollars.
Le musée ouvre officiellement ses portes au public le 28 mai 2016 mais a déjà débuté ses activités en 2014 à Moscou et dans des régions de Russie en organisant une série d'expositions (à la salle de vente aux enchères MacDougall’s au printemps 2014 à Moscou, à Ivanovo, à Venise et à Fribourg). Le projet intitulé Inastankoï-tableau dans la bibliothèque a voyagé dans plusieurs grandes villes et a participé à la finale du concours entre les musées intitulé Intermusée 2016. En décembre 2016 il a été nommé pour le prix The Art Newspaper Russia en même temps que le musée Arseniev de Vladivostok.

## Collections
La collection est constituée des toiles réunies par Boris Mints et comprend principalement des peintures russes de la fin du XIXe siècle - début du XXe siècle. Le tableau le plus ancien est une toile de Vassili Polenov datant de 1879. Plusieurs toiles ont été acquises à l'étranger et se retrouvent ainsi en Russie : L'été de Nikolaï Bogdanov-Belski, Venise de Boris Koustodiev, deux œuvres de Piotr Kontchalovski et village de montagne de Nikolaï Doubovskoï. On y trouve aussi des tableaux de Constantin Korovine, d'Igor Grabar, de Constantin Youon, de Iouri Pimenov et d'autres grands maîtres dont les œuvres étaient jusqu'à présent inaccessible au grand public.
Selon la directrice du musée Ioulia Petrova, le terme Impressionnisme russe est encore l'objet de controverses. Son but est précisément de résoudre celles-ci en présentant la production russe.
Les expositions temporaires proposées par le musée, sont consacrées à des artistes oubliés dans leur région natale : au printemps 2016 s'est ouverte l'exposition temporaire Arnold Lakhovski le voyageur enchanté, et en décembre 2016 une exposition des œuvres de Elena Kisseliova (ru).
Le compositeur Dmitri Kourliandski a créé pour le musée cinq morceaux de musique pour les principales expositions permanentes du musée. Au premier étage un peintre américain, Jean Christophe Koue, expose le processus de création en peinture suivant les dernières technologies picturales.

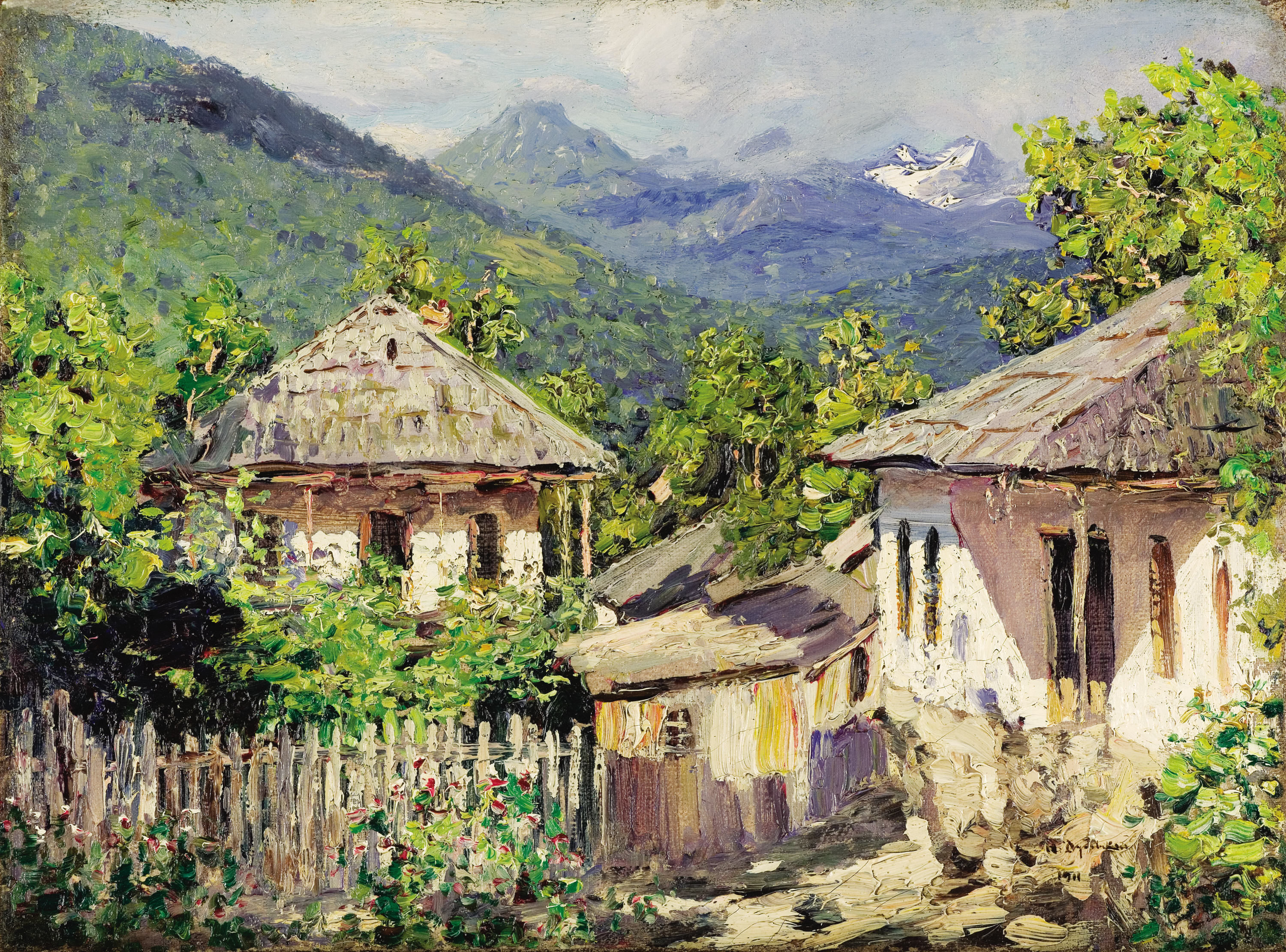
Nikolaï Doubovskoï, Village dans les montagnes (1911), Musée de l'impressionnisme russe. « L'artiste ne copie pas le paysage avec sa structure, il essaye de l'interpréter et de former un tout dans la variété des lignes et des couleurs que le spectateur perçoit comme un ensemble ».